# Карнавал душ (фильм, 1998)
«Карнавал душ» (англ. Carnival of Souls), также известен под названием  Wes Craven Presents 'Carnival of Souls' — американский фильм ужасов 1998 года режиссёра Адама Гроссмана. Фильм является ремейком одноимённого фильма 1962 года, хотя и имеет очень мало общего с оригиналом. В главных ролях сыграли Бобби Филлипс и Ларри Миллер, а исполнительным продюсером стал Уэс Крэйвен.

## Сюжет
Фильм начинается с того, что в 1977 году Алекс Грант, будучи ребёнком, увидела сцену изнасилования и убийства собственной матери Луисом Сигрэмом — клоуном-педофилом, с которым они познакомились на карнавале. В двадцатую годовщину трагедии, сев в свою машину, она замечает на заднем сидении Луиса, недавно вышедшего из тюрьмы и жаждущего поквитаться. Он наставляет на Алекс пистолет и велит ехать в заброшенный парк развлечений, где они впервые встретились. После высказываний Луиса о последующим визите к её младшей сестре Сандре Алекс направляет машину на большой скорости с причала в реку.
Она внезапно просыпается в собственной ванной, где, задремав, ушла под воду. С этих пор у Алекс начинают появляться галлюцинации, в которых она видит Луиса и ужасающих мертвецов. Через знакомого полицейского она получает дело Сигрэма, в котором написано о его смерти во время автомобильной аварии. Алекс чувствует, что конец её видениям находится в заброшенном парке развлечений.

## Актёры
| Актёр                | Роль             |
| -------------------- | ---------------- |
| Бобби Филлипс        | Алекс Грант      |
| Шони Смит            | Сандра Грант     |
| Ларри Миллер         | Луис Сиграм      |
| Пол Йоханссон        | Майкл            |
| Клеавант Деррикс     | Сид              |
| Генри Джи Сандерс    | Офицер Соби      |
| Брендан Диллон       | Генри            |
| Анна Кристин МакКоун | Элейн            |
| Ракель Боден         | Алекс в детстве  |
| Тиффани Энн Тейлор   | Сандра в детстве |
| Джозеф С. Гриффо     | фотограф         |
| Роберт Ласардо       | Кэндимэн         |
| Марк Паскелл         | клоун            |
| Эллен Альбертини Дау | миссис Мельцер   |
| Эндрю Крейг          | рабочий          |

## Релиз
«Карнавал душ» вышел 21 августа 1998 года в ограниченный прокат в кинотеатрах и в конечном счёте был выпущен direct-to-video в США и других странах.
Фильм получил негативные оценки критиков и имеет 20 % свежести на агрегаторе рецензий Rotten Tomatoes.